# Бронарский, Людвик
Людвик Рышард Мариан Бронарский (пол. Ludwik Ryszard Marian Bronarski; 13 апреля 1890, Львов — 9 ноября 1975, Фрибур) — польско-швейцарский музыковед.

## Биография
Окончил гимназию во Львове, затем в 1913 г. Венский университет как музыковед (учился у Гвидо Адлера и Рихарда Валлашека). Занимался также под руководством Теодора Лешетицкого как пианист, брал уроки композиции и оркестровки у Германа Греденера. По окончании университета отправился во Фрибур, где продолжил музыковедческое образование под руководством Петера Вагнера, одновременно приступив к преподаванию в местной консерватории. В 1919 г. защитил докторскую диссертацию «Песнопения блаженной Хильдегарды — пример в истории духовной музыки Средневековья» (нем. Die Lieder der heiligen Hildegard, ein Beispiel zur Geschichte der geistlichen Musik der Mittelalters). В дальнейшем преподавал в консерватории Фрибура вплоть до 1967 года.
Главным полем исследовательской работы Бронарского было творчество Фредерика Шопена. Музыке Шопена посвящён его основополагающий труд «Гармония Шопена» (пол. Harmonika Chopina; Варшава, 1935, 480 стр.), в котором всесторонне описан специфический «шопеновский аккорд» — понятие, введённое Бронарским в статье 1930 года и ставшее предметом дальнейшего внимания ряда исследователей. Бронарскому принадлежат также монография «Шопен и Италия» (фр. Chopin et l'Italie; Лозанна, 1946) и двухтомный сборник «Этюды о Шопене» (фр. Études sur Chopin; 1944—1946), ряд статей. С 1937 года Бронарский совместно с Игнацем Падеревским и Юзефом Турчиньским работал над подготовкой Полного собрания сочинений Шопена. Оно было издано в Польше в 1949—1961 гг. (пол. Fr. Chopin, Dzieła wszistkie) и составило 21 том; в связи со смертью соавторов Бронарский завершал
это издание в одиночку. Несколько произведений Шопена были опубликованы Бронарским впервые по парижским архивным рукописям.
В 1948—1951 гг. был членом музыковедческой комиссии Польской Академии Наук.